# Morti il 4 aprile
| Questa pagina contiene informazioni ricavate automaticamente dalle voci biografiche con l'ausilio del template Bio e di un bot. L'aggiornamento è periodico e automatico e ricostruisce completamente la pagina. Se manca una persona in questa lista, sei pregato di non aggiungerla, ma accertati piuttosto che la sua voce biografica contenga il template Bio e che i dati anagrafici siano correttamente compilati. Se il template Bio manca, inseriscilo tu stesso o, in alternativa, metti l'avviso {{tmp\|Bio}} che ne segnala la mancanza. Se i dati riportati sono sbagliati, correggi direttamente la voce biografica; le modifiche saranno visibili in questa lista entro pochi giorni. Per chiarimenti vedi il progetto biografie. La lista contiene solo le 575 persone che sono citate nell'enciclopedia e per le quali è stato implementato correttamente il template Bio. Pagina aggiornata al 17 ago 2025. |

## II secolo(1)
- 197 - Marcia, romana (n. 167)

## III secolo(1)
- 248 - Bà Triệu, condottiera vietnamita (n. 226)

## IV secolo(1)
- 397 - Sant'Ambrogio, funzionario, vescovo e teologo romano

## VII secolo(2)
- 636 - Isidoro di Siviglia, teologo, scrittore e arcivescovo spagnolo
- 667 - Ildefonso di Toledo, scrittore, arcivescovo e santo spagnolo (n. 607)

## VIII secolo(1)
- 759 - Leto Marcellino, arcivescovo italiano

## IX secolo(2)
- 814 - Platone di Bitinia, religioso e santo bizantino
- 896 - Papa Formoso, papa, vescovo e cardinale italiano

## X secolo(1)
- 994 - Ecberto il Guercio, nobile tedesco (n. 932)

## XII secolo(2)
- 1115 - Pietro di Poitiers, vescovo francese
- 1139 - Eufemia di Kiev, nobildonna ucraina

## XIII secolo(5)
- 1220 - Guido di Montfort-Bigorre, francese
- 1266 - Giovanni I, nobile (n. 1213)
- 1282 - Caterina d'Asburgo, nobildonna
- 1284 - Alfonso X di Castiglia, sovrano e poeta spagnolo (n. 1221)
- 1292 - Papa Niccolò IV, papa, vescovo cattolico e cardinale italiano (n. 1227)

## XIV secolo(2)
- 1361 - Alberto II il Bello di Norimberga, nobile tedesco (n. 1319)
- 1381 - Lanfranco de Saliverti, vescovo cattolico italiano (n. 1320)

## XV secolo(6)
- 1404 - Guglielmo Buccheri, religioso italiano (n. 1309)
- 1406 - Roberto III di Scozia, re scozzese (n. 1337)
- 1423 - Tommaso Mocenigo, politico, diplomatico e militare italiano (n. 1343)
- 1444 - Renault de Chartres, cardinale e arcivescovo cattolico francese
- 1474 - Anna di Braunschweig-Grubenhagen, nobile tedesca (n. 1414)
- 1497 - Elizabeth Tilney, nobile inglese

## XVI secolo(20)
- 1524 - Aiō Mototsuna, militare giapponese
- 1524 - Filiberta di Savoia (n. 1498)
- 1534 - Jan Matthys, profeta olandese
- 1535 - Beatrice di Baden, nobildonna tedesca (n. 1492)
- 1536 - Federico I di Brandeburgo-Ansbach, nobile (n. 1460)
- 1536 - Marin Sanudo il Giovane, storico e politico italiano (n. 1466)
- 1538 - Elena Vasil'evna Glinskaja, principessa russa
- 1542 - Andrea Mocenigo, politico e storico italiano (n. 1473)
- 1545 - Walter von Cronberg, nobile tedesco
- 1546 - Ruy López de Villalobos, esploratore spagnolo (n. 1500)
- 1555 - Paola Antonia Negri, religiosa italiana (n. 1508)
- 1556 - Cristoforo Gherardi, pittore italiano (n. 1508)
- 1563 - Giulia della Rovere, nobildonna italiana (n. 1531)
- 1566 - Daniele da Volterra, pittore, scultore e stuccatore italiano (n. 1509)
- 1568 - Alessandro Strozzi, vescovo cattolico italiano (n. 1516)
- 1572 - Costantino Bonelli, vescovo cattolico sammarinese (n. 1525)
- 1574 - Jean de Locquenghien, belga (n. 1518)
- 1588 - Federico II di Danimarca, re (n. 1534)
- 1589 - Benedetto da San Fratello, religioso italiano
- 1589 - Mildred Cooke, nobildonna e poetessa inglese (n. 1525)

## XVII secolo(22)
- 1608 - Juan de Zúñiga y Avellaneda, nobile spagnolo (n. 1551)
- 1609 - Carolus Clusius, botanico e docente francese (n. 1526)
- 1616 - Pompeo Arrigoni, cardinale e arcivescovo cattolico italiano (n. 1552)
- 1617 - Nepero, matematico, astronomo e fisico scozzese (n. 1550)
- 1624 - Pietro Zlojutrić, vescovo cattolico bosniaco (n. 1565)
- 1626 - Costanza Colonna, nobile italiana (n. 1556)
- 1627 - Herman Saftleven I, pittore e disegnatore fiammingo
- 1631 - Giulio Cesare Strozzi, nobile, politico e ambasciatore italiano
- 1633 - Girolamo Carafa, militare e politico italiano (n. 1564)
- 1633 - Pieter Lastman, pittore, incisore e miniaturista olandese (n. 1583)
- 1643 - Simon Episcopius, teologo olandese (n. 1583)
- 1656 - Angelo Maria Ciria, arcivescovo cattolico italiano (n. 1610)
- 1659 - Giovanni Girolamo Lomellini, cardinale italiano (n. 1607)
- 1660 - Enno Luigi della Frisia orientale, conte (n. 1632)
- 1661 - Alexander Leslie, generale scozzese
- 1664 - Adam Willaerts, pittore e disegnatore olandese (n. 1577)
- 1669 - Johann Michael Moscherosch, scrittore tedesco (n. 1601)
- 1680 - Peter Lambeck, filologo, bibliotecario e critico letterario tedesco (n. 1628)
- 1682 - Micheł Kazimierz Pac, nobile (n. 1624)
- 1693 - Giovanni Francesco Lazzarelli, abate, giurista e poeta italiano (n. 1621)
- 1694 - Magdalena Sibylla von Neitschütz, nobildonna tedesca (n. 1675)
- 1697 - Giovanni Andrea Carlone, pittore italiano (n. 1639)

## XVIII secolo(20)
- 1702 - Elia Astorini, medico, filosofo e matematico italiano (n. 1651)
- 1702 - Francisco Antonio de Borja-Centelles y Ponce de Léon, cardinale e arcivescovo cattolico spagnolo (n. 1659)
- 1723 - Federica Enrichetta di Anhalt-Bernburg, nobile (n. 1702)
- 1723 - François Aimé Pouget, religioso e teologo francese (n. 1666)
- 1727 - Wilhelm von Leslie, vescovo cattolico austriaco (n. 1657)
- 1730 - Cristina Teresa di Löwenstein-Wertheim-Rochefort, contessa tedesca (n. 1665)
- 1737 - Letitia Cross, attrice teatrale e cantante inglese (n. 1682)
- 1741 - Vittorio Amedeo I di Savoia-Carignano, principe italiano (n. 1690)
- 1752 - Francesco II Spinelli, VII principe di Scalea, nobile e filosofo italiano (n. 1686)
- 1756 - Marie Sophie de Courcillon, nobile francese (n. 1713)
- 1762 - David ben Naphtali Fränkel, rabbino e religioso tedesco (n. 1704)
- 1762 - Pietro II Guarneri, liutaio italiano (n. 1695)
- 1763 - Marcus Beresford, I conte di Tyrone, politico irlandese (n. 1694)
- 1763 - Johann Georg Roederer, medico e anatomista tedesco (n. 1726)
- 1766 - John Taylor, letterato e filologo classico inglese (n. 1704)
- 1774 - Oliver Goldsmith, scrittore e drammaturgo irlandese (n. 1730)
- 1781 - Henry Thrale, imprenditore e politico inglese (n. 1724)
- 1782 - August Aleksander Czartoryski, principe polacco (n. 1697)
- 1787 - Francesco d'Elci, cardinale italiano (n. 1707)
- 1794 - Henri Joseph Antonissen, pittore fiammingo (n. 1737)

## XIX secolo(63)
- 1803 - Georg Rudolf Boehmer, botanico e medico tedesco (n. 1723)
- 1803 - Joseph Konrad von Schroffenberg, vescovo cattolico tedesco (n. 1743)
- 1803 - Erik Prosperin, astronomo, matematico e fisico svedese (n. 1739)
- 1805 - Antonia Ibarra Cons, tipografa spagnola (n. 1739)
- 1806 - Carlo Gozzi, drammaturgo e scrittore italiano (n. 1720)
- 1806 - Charles-Daniel de Meuron, mercenario svizzero (n. 1738)
- 1807 - Jérôme Lalande, astronomo francese (n. 1732)
- 1809 - Vasilij Jakovlevič Čičagov, ammiraglio e esploratore russo (n. 1726)
- 1812 - Dietrich Hermann Hegewisch, storico tedesco (n. 1746)
- 1816 - Nicolas Jacques Antoine Vestier, architetto italiano (n. 1765)
- 1817 - Andrea Massena, generale francese (n. 1758)
- 1819 - Francisco de Saavedra, politico spagnolo (n. 1746)
- 1821 - Salim bin Sultan, sovrano omanita
- 1823 - Amalia Luisa di Arenberg, nobile tedesca (n. 1789)
- 1825 - Carlo Ludovico I di Hohenlohe-Langenburg, nobile tedesco (n. 1762)
- 1841 - William Henry Harrison, generale e politico statunitense (n. 1773)
- 1848 - Marc-Antoine Jullien de Paris, rivoluzionario, letterato e educatore francese (n. 1775)
- 1848 - Maria Domenica Lazzeri, mistica italiana (n. 1815)
- 1852 - Vasilij Andreevič Žukovskij, poeta e traduttore russo (n. 1783)
- 1852 - Ida di Sassonia-Meiningen, principessa tedesca (n. 1794)
- 1859 - Élisabeth Le Bas, rivoluzionaria francese (n. 1772)
- 1861 - Franz Anton von Kolowrat-Liebsteinsky, politico e militare austriaco (n. 1778)
- 1861 - John McLean, politico statunitense (n. 1785)
- 1863 - John Howell, inventore, imprenditore e scrittore britannico (n. 1788)
- 1864 - John Pierre Burr, attivista statunitense (n. 1792)
- 1864 - Valentino Pasini, patriota e politico italiano (n. 1806)
- 1866 - Thomas Hodgkin, medico britannico (n. 1798)
- 1868 - Eduard van der Nüll, architetto austriaco (n. 1812)
- 1869 - Girolamo Gavi, vescovo cattolico italiano (n. 1775)
- 1869 - Sofía Moscoso de Altamira, nobildonna spagnola (n. 1818)
- 1870 - Heinrich Gustav Magnus, chimico e fisico tedesco (n. 1802)
- 1871 - Émile Victor Duval, operaio, attivista e generale francese (n. 1840)
- 1871 - Peter von Hess, pittore tedesco (n. 1792)
- 1872 - Giovanni Giacomo Meyer, imprenditore svizzero (n. 1792)
- 1873 - Michele Panebianco, pittore italiano (n. 1806)
- 1874 - Charles Ernest Beulé, archeologo, politico e numismatico francese (n. 1826)
- 1875 - Karl Mauch, esploratore tedesco (n. 1837)
- 1876 - Julius Goltermann, violoncellista e docente tedesco (n. 1825)
- 1876 - Maximilian Joseph von Tarnóczy, cardinale e arcivescovo cattolico austriaco (n. 1806)
- 1878 - Richard Brewer, pistolero e avvocato statunitense (n. 1850)
- 1878 - Giuseppe Lunati, avvocato, magistrato e politico italiano (n. 1800)
- 1878 - Joaquín Mosquera, giurista, militare e politico colombiano (n. 1787)
- 1879 - Heinrich Wilhelm Dove, medico e meteorologo prussiano (n. 1803)
- 1879 - Elizabeth Patterson Bonaparte, mercante statunitense (n. 1785)
- 1880 - Stefano Butti, scultore e pittore italiano (n. 1807)
- 1883 - Peter Cooper, imprenditore, inventore e politico statunitense (n. 1791)
- 1887 - Pietro Cipriani, politico e medico italiano (n. 1810)
- 1888 - Benjamin Harris Brewster, politico statunitense (n. 1816)
- 1889 - Carmelo Agnetta, prefetto e patriota italiano (n. 1823)
- 1889 - Gisela von Arnim, scrittrice tedesca (n. 1827)
- 1889 - Eugen von Keyserling, zoologo e aracnologo tedesco (n. 1833)
- 1890 - Edmond Hébert, geologo francese (n. 1812)
- 1890 - Luigi Mariotti, vescovo cattolico italiano (n. 1818)
- 1892 - José María Castro Madriz, politico costaricano (n. 1818)
- 1893 - Alphonse de Candolle, botanico svizzero (n. 1806)
- 1893 - Antonietta De Pace, patriota e educatrice italiana (n. 1818)
- 1893 - Demeter Diamantidi, alpinista, pittore e sportivo austriaco (n. 1839)
- 1894 - Giuseppe Benedetto Dusmet, cardinale e arcivescovo cattolico italiano (n. 1818)
- 1894 - Giovanni Vidari, avvocato e politico italiano (n. 1821)
- 1896 - Ernest Ange Duez, pittore e illustratore francese (n. 1843)
- 1897 - Florestina di Monaco, principessa monegasca (n. 1833)
- 1899 - Ernesto Carlo d'Asburgo-Lorena, nobile (n. 1824)
- 1899 - Carlo di Isenburg-Büdingen-Birstein, principe tedesco (n. 1838)

## XX secolo(284)
- 1901 - Augustin Prosper Hacquard, vescovo cattolico e missionario francese (n. 1860)
- 1903 - Francesco Colzi, medico e chirurgo italiano (n. 1855)
- 1903 - Margaret Ann Neve, supercentenaria britannica (n. 1792)
- 1905 - Constantin Meunier, pittore e scultore belga (n. 1831)
- 1906 - Eduard Ausfeld, archivista e storico tedesco (n. 1850)
- 1906 - Guglielmo di Schaumburg-Lippe, nobile (n. 1834)
- 1906 - Francesco Vitelleschi Nobili, politico italiano (n. 1829)
- 1906 - Luisa di Danimarca, principessa danese (n. 1875)
- 1907 - Andrea Cefaly, pittore e politico italiano (n. 1827)
- 1907 - Lucile Grahn, ballerina danese (n. 1819)
- 1908 - Antonio Colocci, politico italiano (n. 1821)
- 1908 - Willie Edouin, attore, cantante e regista teatrale inglese (n. 1846)
- 1908 - Leonardo Gigli, chirurgo e ginecologo italiano (n. 1863)
- 1909 - William Emmette Coleman, funzionario e orientalista statunitense (n. 1843)
- 1909 - Orestes Quintana, canottiere spagnolo (n. 1880)
- 1910 - Francesco Ardissone, botanico italiano (n. 1837)
- 1910 - Romeo Ottaviani, italiano (n. 1877)
- 1911 - Kostjantyn Jakovyč Kryžyc'kyj, pittore ucraino (n. 1858)
- 1913 - Lamberto Loria, etnografo, naturalista e esploratore italiano (n. 1855)
- 1913 - Alessandro Parisotti, compositore e critico musicale italiano (n. 1853)
- 1916 - Albert Atterberg, chimico e scienziato svedese (n. 1846)
- 1916 - Gioacchino Di Marzo, gesuita, bibliografo e storico dell'arte italiano (n. 1839)
- 1916 - Gina Krog, politica, insegnante e editrice norvegese (n. 1847)
- 1916 - Max Lewandowsky, neurologo tedesco (n. 1876)
- 1918 - Gustave Cabaret, arciere francese (n. 1866)
- 1918 - Hermann Cohen, filosofo tedesco (n. 1842)
- 1918 - Kurt Gruber, aviatore austro-ungarico (n. 1896)
- 1919 - William Crookes, chimico e fisico britannico (n. 1832)
- 1919 - Francesco Marto, portoghese (n. 1908)
- 1920 - Germain Nouveau, poeta e insegnante francese (n. 1851)
- 1922 - Luigi Mercatelli, giornalista, politico e diplomatico italiano (n. 1853)
- 1922 - Sergej Nikolaevič Sverbeev, diplomatico russo (n. 1857)
- 1923 - Alfred Edwards, imprenditore, dirigente sportivo e diplomatico britannico (n. 1850)
- 1923 - Julij Martov, politico e giornalista russo (n. 1873)
- 1923 - John Venn, matematico e statistico inglese (n. 1834)
- 1924 - Arnold Pick, neurologo e psichiatra austro-ungarico (n. 1851)
- 1925 - Hermann Wilhelm Prell, archettaio tedesco (n. 1875)
- 1925 - Giovanni Rosadi, politico e avvocato italiano (n. 1862)
- 1925 - Walter William Rouse Ball, matematico e avvocato britannico (n. 1850)
- 1926 - Gustave Geffroy, letterato francese (n. 1855)
- 1926 - Carlo Guala, prefetto, magistrato e politico italiano (n. 1836)
- 1926 - Hjalmar Lundbohm, chimico e geologo svedese (n. 1855)
- 1926 - August Thyssen, imprenditore tedesco (n. 1842)
- 1928 - Antonio Cefaly, politico e imprenditore italiano (n. 1850)
- 1928 - Alberto Pansa, diplomatico e politico italiano (n. 1844)
- 1928 - Pio Piacentini, architetto italiano (n. 1846)
- 1929 - Karl Benz, ingegnere tedesco (n. 1844)
- 1929 - Márton Endrédy, schermidore ungherese (n. 1852)
- 1929 - João Franco, politico portoghese (n. 1855)
- 1930 - Fortunat-Henri Caumont, vescovo cattolico francese (n. 1871)
- 1930 - Vittoria di Baden, regina (n. 1862)
- 1931 - George Whitefield Chadwick, compositore statunitense (n. 1854)
- 1931 - André Michelin, ingegnere e imprenditore francese (n. 1853)
- 1931 - Eugenio Popovich, patriota, giornalista e avvocato italiano (n. 1842)
- 1932 - Ottokar Czernin, diplomatico e politico austriaco (n. 1872)
- 1932 - Wilhelm Ostwald, chimico tedesco (n. 1853)
- 1932 - Vishvanath Singh, principe indiano (n. 1866)
- 1933 - Libero Andreotti, scultore, illustratore e ceramista italiano (n. 1875)
- 1933 - Elizabeth Bacon Custer, scrittrice statunitense (n. 1842)
- 1933 - John Laichinger, ginnasta e multiplista statunitense (n. 1884)
- 1934 - Paolo Chimeri, musicista, pianista e compositore italiano (n. 1852)
- 1934 - John Francis Dillon, regista e attore statunitense (n. 1884)
- 1934 - Francesco Marani, politico italiano (n. 1850)
- 1934 - Hansi Niese, attrice austriaca (n. 1875)
- 1936 - Giuseppe Astengo, avvocato e politico italiano (n. 1855)
- 1937 - Mulay Abd al-Hafiz, sultano marocchino (n. 1875)
- 1937 - Vittorino Era, militare italiano (n. 1891)
- 1937 - Vittorio Zippel, politico italiano (n. 1860)
- 1938 - James Carew, attore statunitense (n. 1876)
- 1938 - Washington Serafini, militare italiano (n. 1913)
- 1938 - Carlo Vignoli, filologo e insegnante italiano (n. 1878)
- 1939 - Aditya Narayan Singh, principe indiano (n. 1874)
- 1939 - Joaquín García-Morato, militare e aviatore spagnolo (n. 1904)
- 1939 - Alice Hughes, fotografa britannica (n. 1857)
- 1939 - Lorenzo Molajoli, direttore d'orchestra italiano (n. 1868)
- 1939 - Guido da Verona, poeta e scrittore italiano (n. 1881)
- 1939 - Ghazi I d'Iraq, sovrano iracheno (n. 1912)
- 1940 - Giuseppe Agnelli, bibliotecario e umanista italiano (n. 1856)
- 1940 - Gustav Goßler, canottiere tedesco (n. 1879)
- 1941 - Adriano Auguadri, militare italiano (n. 1897)
- 1941 - Cornelia Barns, illustratrice statunitense (n. 1888)
- 1941 - Ferruccio Battisti, militare italiano (n. 1912)
- 1941 - Luigi Bongiovanni, generale e politico italiano (n. 1866)
- 1941 - Fernando Chieffi, militare italiano (n. 1912)
- 1941 - Ibrahim Farag Mohammed, militare eritreo (n. 1908)
- 1941 - Carmine Lidonnici, militare italiano (n. 1914)
- 1941 - Giorgio Marussig, militare italiano (n. 1907)
- 1941 - Nazikeda Kadin, principessa abcasa (n. 1866)
- 1941 - Pino Zaccheria, cestista italiano (n. 1918)
- 1942 - Vittorio Baravalle, compositore italiano (n. 1855)
- 1942 - George Cowl, attore e regista inglese (n. 1878)
- 1942 - Carl Jensen, lottatore danese (n. 1882)
- 1943 - Jimmy Barry, pugile statunitense (n. 1870)
- 1943 - Raoul Laparra, compositore francese (n. 1876)
- 1943 - Mary J. Rathbun, zoologa statunitense (n. 1860)
- 1944 - Jean Cavaillès, filosofo e logico francese (n. 1903)
- 1944 - Alma Rosé, violinista austriaca (n. 1906)
- 1945 - Mario Ciceri, presbitero italiano (n. 1900)
- 1945 - Cecilia Deganutti, partigiana italiana (n. 1914)
- 1945 - Heinrich Ehrler, aviatore tedesco (n. 1917)
- 1945 - Mario Foschiani, partigiano italiano (n. 1912)
- 1945 - Alessandro Lisini, storico, politico e numismatico italiano (n. 1851)
- 1945 - Yngve Stiernspetz, ginnasta svedese (n. 1887)
- 1946 - Severin Ahlqvist, lottatore svedese (n. 1877)
- 1946 - Hans Bothmann, militare tedesco (n. 1911)
- 1947 - James Gascoyne-Cecil, IV marchese di Salisbury, nobile e politico inglese (n. 1861)
- 1948 - Raymond Weaver, insegnante statunitense (n. 1888)
- 1949 - Lucas Bridges, esploratore e scrittore inglese (n. 1874)
- 1951 - Sadegh Hedayat, scrittore, critico letterario e traduttore iraniano (n. 1903)
- 1953 - Carlo II di Romania, sovrano rumeno (n. 1893)
- 1953 - Rachilde, scrittrice francese (n. 1860)
- 1953 - Vittorio Fassone, compositore italiano (n. 1872)
- 1954 - Frederick Antal, storico dell'arte ungherese (n. 1887)
- 1954 - Frederick Lonsdale, drammaturgo, sceneggiatore e librettista inglese (n. 1881)
- 1954 - Wilhelm Piec, calciatore polacco (n. 1915)
- 1954 - Hans Tietze, storico dell'arte austriaco (n. 1880)
- 1956 - Mario Capurro, calciatore italiano (n. 1897)
- 1956 - Sergio De Pilato, giurista e critico letterario italiano (n. 1875)
- 1956 - Lloyd Ingraham, attore, regista e sceneggiatore statunitense (n. 1874)
- 1958 - Bruno Dossena, ballerino e coreografo italiano (n. 1926)
- 1958 - William Manson, presbitero e teologo britannico (n. 1882)
- 1958 - Armando Méndez San Martín, politico argentino (n. 1902)
- 1958 - Gastone Rossi Doria, musicologo e compositore italiano (n. 1899)
- 1958 - Ruggero Santini, generale e politico italiano (n. 1870)
- 1958 - Johnny Stompanato, criminale statunitense (n. 1925)
- 1958 - Jens Ferdinand Willumsen, pittore danese (n. 1863)
- 1959 - George Amick, pilota automobilistico statunitense (n. 1924)
- 1959 - Sarah Norcliffe Cleghorn, poetessa statunitense (n. 1876)
- 1959 - Florence Goodenough, psicologa statunitense (n. 1886)
- 1959 - Jeff Hall, calciatore inglese (n. 1929)
- 1960 - Francesco Petroni, scultore italiano (n. 1877)
- 1960 - Vanni Sacco, mafioso italiano (n. 1869)
- 1961 - Giorgio Walter Chili, regista e sceneggiatore italiano (n. 1918)
- 1961 - Dante Iovino, militare italiano (n. 1912)
- 1962 - Dario Compiani, allenatore di calcio e calciatore italiano (n. 1903)
- 1962 - Gino Filippini, compositore, direttore d'orchestra e arrangiatore italiano (n. 1900)
- 1962 - Klaus Suomela, ginnasta finlandese (n. 1888)
- 1963 - Gaetano Catanoso, presbitero e santo italiano (n. 1879)
- 1963 - Jason Robards Sr., attore statunitense (n. 1892)
- 1965 - Giulio Bordon, politico italiano (n. 1888)
- 1966 - Jimmy Daywalt, pilota automobilistico statunitense (n. 1924)
- 1966 - Herbert Lunde, calciatore norvegese (n. 1899)
- 1966 - Alfred Naujocks, militare tedesco (n. 1911)
- 1967 - Guy Chamberlin, allenatore di football americano e giocatore di football americano statunitense (n. 1894)
- 1967 - Al Lewis, paroliere e musicista statunitense (n. 1901)
- 1967 - Héctor Scarone, calciatore e allenatore di calcio uruguaiano (n. 1898)
- 1968 - Assis Chateaubriand, giornalista, imprenditore e collezionista d'arte brasiliano (n. 1892)
- 1968 - Erno Crisa, attore italiano (n. 1914)
- 1968 - Martin Luther King, attivista, politico e pastore protestante statunitense (n. 1929)
- 1969 - Fanny Anitúa, contralto messicano (n. 1887)
- 1969 - Friedrich von Huene, paleontologo tedesco (n. 1875)
- 1969 - Oldřich Rulc, calciatore cecoslovacco (n. 1911)
- 1969 - Joseph Schubert, vescovo cattolico rumeno (n. 1890)
- 1969 - Béla Varga, lottatore ungherese (n. 1888)
- 1970 - Byron Foulger, attore statunitense (n. 1899)
- 1970 - Günther Hoffmann-Schönborn, generale tedesco (n. 1905)
- 1971 - Angelo Bergamonti, pilota motociclistico italiano (n. 1939)
- 1971 - Frank Loomis, ostacolista statunitense (n. 1896)
- 1971 - Juan Marvezzi, calciatore argentino (n. 1915)
- 1972 - Félix Ayat, schermidore francese (n. 1882)
- 1972 - Hugo Goetz, nuotatore statunitense (n. 1884)
- 1972 - Dougie Gray, calciatore scozzese (n. 1905)
- 1972 - Bruno Varalli, calciatore italiano (n. 1903)
- 1972 - Stefan Wolpe, compositore tedesco (n. 1902)
- 1973 - Ulick Alexander, ufficiale inglese (n. 1889)
- 1973 - Gianni Bartoli, politico italiano (n. 1900)
- 1974 - Tom Arrigan, calciatore irlandese (n. 1906)
- 1974 - Ardiccio Modena, calciatore e arbitro di calcio italiano (n. 1879)
- 1974 - Harry Morton, calciatore inglese (n. 1909)
- 1974 - Franz Schlieper, generale tedesco (n. 1905)
- 1975 - Herbert List, fotografo tedesco (n. 1903)
- 1975 - Erik Pettersson, sollevatore svedese (n. 1890)
- 1975 - Sven Rydell, allenatore di calcio, calciatore e giornalista svedese (n. 1905)
- 1976 - Harry Nyquist, fisico svedese (n. 1889)
- 1977 - Andrea Gregar, allenatore di calcio e calciatore italiano (n. 1900)
- 1978 - Gabriele Bitterlich, mistica austriaca (n. 1896)
- 1978 - Gino Contilli, compositore italiano (n. 1907)
- 1978 - Semën Davidovič Kirlian, scienziato, inventore e fotografo russo (n. 1898)
- 1978 - Mauro Mancini, marinaio, scrittore e giornalista italiano (n. 1927)
- 1978 - Dino Menichini, scrittore e giornalista italiano (n. 1921)
- 1979 - Joseph Alcazar, calciatore francese (n. 1911)
- 1979 - Edgar Buchanan, attore statunitense (n. 1903)
- 1979 - Philippe Stern, storico dell'arte francese (n. 1895)
- 1979 - Zulfiqar Ali Bhutto, politico pakistano (n. 1928)
- 1980 - Aleksander Ford, regista e sceneggiatore polacco (n. 1908)
- 1980 - Richard Brooke Roberts, biologo statunitense (n. 1910)
- 1980 - Władysław Tatarkiewicz, filosofo, storico della filosofia e storico dell'arte polacco (n. 1886)
- 1980 - Cesare Tumedei, politico e avvocato italiano (n. 1894)
- 1981 - Luciana Reali, ginnasta italiana (n. 1936)
- 1981 - Armando Riccardi, avvocato e politico italiano (n. 1902)
- 1981 - Carl Ludwig Siegel, matematico tedesco (n. 1896)
- 1982 - Vittorio Bonello, calciatore e allenatore di calcio italiano (n. 1905)
- 1982 - Sverre Kvammen, calciatore norvegese (n. 1908)
- 1982 - Vince McGowan, cestista statunitense (n. 1913)
- 1982 - Alessandro Ronconi, latinista, filologo classico e traduttore italiano (n. 1909)
- 1983 - Art Anderson, cestista statunitense (n. 1916)
- 1983 - Karl August Fink, presbitero e teologo tedesco (n. 1904)
- 1983 - Madeleine Fromet, attrice francese (n. 1900)
- 1983 - Felix Landau, militare austriaco (n. 1910)
- 1983 - Jacqueline Logan, attrice, ballerina e attivista statunitense (n. 1901)
- 1983 - Gloria Swanson, attrice statunitense (n. 1899)
- 1983 - Bernard Vukas, calciatore jugoslavo (n. 1927)
- 1984 - Oleg Konstantinovič Antonov, ingegnere sovietico (n. 1906)
- 1984 - Johnny Arnold, calciatore e crickettista inglese (n. 1907)
- 1984 - Maximilian Fretter-Pico, generale tedesco (n. 1892)
- 1984 - Beryl Smalley, storica, medievista e biblista inglese (n. 1905)
- 1985 - Dinara Asanova, regista sovietica (n. 1942)
- 1985 - Raffaele Bensi, presbitero italiano (n. 1896)
- 1985 - Bruno Bonfioli, alpinista, patriota e ingegnere italiano (n. 1889)
- 1985 - Kate Roberts, scrittrice e attivista gallese (n. 1891)
- 1985 - Adolfo Rollo, scultore italiano (n. 1898)
- 1985 - Hannes Sirola, ginnasta finlandese (n. 1890)
- 1986 - Maria Aparecida Beruski, docente brasiliana (n. 1959)
- 1986 - Mimmo Poli, attore italiano (n. 1920)
- 1986 - Carlo Taranto, attore italiano (n. 1921)
- 1987 - Richard Ithamar Aaron, filosofo gallese (n. 1901)
- 1987 - Kurt Christmann, avvocato tedesco (n. 1907)
- 1987 - Chögyam Trungpa, filosofo tibetano (n. 1939)
- 1987 - C. L. Moore, scrittrice e sceneggiatrice statunitense (n. 1911)
- 1987 - Mario Sbardella, partigiano italiano (n. 1914)
- 1987 - Le Tari, attore statunitense (n. 1946)
- 1988 - Zlatko Grgić, animatore croato (n. 1931)
- 1988 - Eric Havelock, filologo classico inglese (n. 1903)
- 1988 - Oleg Žakov, attore sovietico (n. 1905)
- 1989 - Madeline Hurlock, attrice statunitense (n. 1899)
- 1989 - Roberto Nicolosi, compositore italiano (n. 1914)
- 1990 - Leonid Stepanovič Duškin, ingegnere sovietico (n. 1910)
- 1990 - Bernhard Rensch, biologo e ornitologo tedesco (n. 1900)
- 1990 - Cesare Valinasso, calciatore italiano (n. 1909)
- 1991 - Edmund Adamkiewicz, calciatore tedesco (n. 1920)
- 1991 - Paulo César de Araújo, calciatore brasiliano (n. 1934)
- 1991 - Charles Duits, scrittore, pittore e poeta francese (n. 1925)
- 1991 - Max Frisch, scrittore e architetto svizzero (n. 1911)
- 1991 - Louiguy, compositore francese (n. 1916)
- 1991 - Henry John Heinz III, politico e imprenditore statunitense (n. 1938)
- 1991 - Giuseppe Soncini, partigiano e politico italiano (n. 1926)
- 1992 - Vincenzo Bertolotto, rugbista a 13 e rugbista a 15 italiano (n. 1912)
- 1992 - Cesare Augusto Fasanelli, allenatore di calcio e calciatore italiano (n. 1907)
- 1992 - Giuliano Guazzelli, militare italiano (n. 1934)
- 1992 - Vintilă Horia, scrittore rumeno (n. 1915)
- 1992 - Giuseppe Musinu, generale italiano (n. 1891)
- 1992 - Samuel Reshevsky, scacchista polacco (n. 1911)
- 1992 - Arthur Russell, violoncellista, cantante e compositore statunitense (n. 1951)
- 1992 - Salgueiro Maia, militare portoghese (n. 1944)
- 1993 - Concetta Barra, cantante e attrice italiana (n. 1922)
- 1993 - Edera Cordiale, discobola italiana (n. 1920)
- 1993 - Albert Tadros, cestista egiziano (n. 1914)
- 1994 - Pippo Barzizza, compositore, arrangiatore e direttore d'orchestra italiano (n. 1902)
- 1994 - André Derrien, velista francese (n. 1895)
- 1994 - Demofilo Fidani, regista, sceneggiatore e scenografo italiano (n. 1914)
- 1994 - Vicente Locasso, calciatore argentino (n. 1909)
- 1994 - Gabrio Lombardi, giurista e politico italiano (n. 1913)
- 1994 - Kurt Meisel, attore e regista austriaco (n. 1912)
- 1994 - Valentin Stănescu, allenatore di calcio e calciatore rumeno (n. 1922)
- 1994 - Jean-Pierre Weisgerber, calciatore lussemburghese (n. 1905)
- 1995 - Rita Cadillac, danzatrice e attrice francese (n. 1936)
- 1995 - Vera Drudi, attrice italiana (n. 1897)
- 1995 - Abraham Kattumana, arcivescovo cattolico indiano (n. 1944)
- 1995 - Priscilla Lane, attrice e cantante statunitense (n. 1915)
- 1995 - Victor León Esteban San Miguel y Erce, vescovo cattolico e missionario spagnolo (n. 1904)
- 1995 - Jurij Sedov, calciatore sovietico (n. 1929)
- 1995 - Giuseppe Tallini, matematico italiano (n. 1930)
- 1996 - Clelia Caligiuri, insegnante italiana (n. 1904)
- 1996 - Barney Ewell, velocista statunitense (n. 1918)
- 1996 - Dante Manno, illustratore e pittore italiano (n. 1911)
- 1996 - Mario Meucci, calciatore italiano (n. 1911)
- 1996 - Hans Nägele, slittinista liechtensteinese (n. 1942)
- 1997 - Herta Ehlert, militare tedesca (n. 1905)
- 1997 - Haruko Sugimura, attrice cinematografica e attrice teatrale giapponese (n. 1909)
- 1997 - Livio Tamanini, entomologo italiano (n. 1907)
- 1997 - Alparslan Türkeş, politico turco (n. 1917)
- 1998 - Kate Bosse-Griffiths, egittologa e scrittrice tedesca (n. 1910)
- 1998 - Ángel Schandlein, calciatore argentino (n. 1930)
- 1999 - Karl Barufka, calciatore tedesco (n. 1921)
- 1999 - Ugo Donato Bianchi, arcivescovo cattolico italiano (n. 1930)
- 1999 - Faith Domergue, attrice statunitense (n. 1924)
- 1999 - Francesco Grisi, scrittore, critico letterario e giornalista italiano (n. 1927)
- 1999 - Vladimir Pavlovič Orlov, politico sovietico (n. 1921)
- 1999 - Bob Peck, attore britannico (n. 1945)
- 1999 - Riccardo Castagnedi, pittore, grafico e pubblicitario italiano (n. 1912)
- 1999 - Aldus Roger, fisarmonicista statunitense (n. 1916)
- 1999 - Early Wynn, giocatore di baseball statunitense (n. 1920)
- 2000 - William Stokoe, linguista statunitense (n. 1919)
- 2000 - Mirko Šarić, calciatore argentino (n. 1978)

## XXI secolo(142)
- 2001 - Liisi Oterma, astronoma finlandese (n. 1915)
- 2001 - Ed Roth, artista e animatore statunitense (n. 1932)
- 2002 - Francesco Capotorti, giurista e giudice italiano (n. 1925)
- 2002 - Vitaliano Caruso, compositore, arrangiatore e produttore discografico italiano (n. 1921)
- 2002 - Luciano Masiero, calciatore italiano (n. 1936)
- 2002 - Davide Mosconi, fotografo, musicista e designer italiano (n. 1941)
- 2003 - Anthony Caruso, attore statunitense (n. 1916)
- 2003 - Helmut Knochen, militare tedesco (n. 1910)
- 2004 - Gito Baloi, cantante, bassista e musicista mozambicano (n. 1964)
- 2004 - Gébé, disegnatore e fumettista francese (n. 1929)
- 2004 - Danuta Czech, storica polacca (n. 1922)
- 2004 - Mario Fazio, giornalista e urbanista italiano (n. 1924)
- 2004 - Bogdan Norčič, saltatore con gli sci jugoslavo (n. 1953)
- 2004 - Alberic Schotte, ciclista su strada, pistard e dirigente sportivo belga (n. 1919)
- 2004 - Ron Williams, cestista e allenatore di pallacanestro statunitense (n. 1944)
- 2004 - Austin Willis, attore canadese (n. 1917)
- 2005 - Blanchette Brunoy, attrice francese (n. 1915)
- 2005 - Jean Leering, docente olandese (n. 1934)
- 2006 - Mary Boyce, iranista e storica delle religioni britannica (n. 1920)
- 2006 - Eckhard Dagge, pugile tedesco (n. 1948)
- 2006 - Gary Gray, attore statunitense (n. 1936)
- 2006 - Robert Zimmermann, ciclista su strada e pistard svizzero (n. 1912)
- 2007 - Matt Aitch, cestista e allenatore di pallacanestro statunitense (n. 1944)
- 2007 - Ariel Clark, attore statunitense (n. 1984)
- 2007 - Bob Clark, sceneggiatore, produttore cinematografico e regista statunitense (n. 1939)
- 2007 - John Flynn, regista e sceneggiatore statunitense (n. 1932)
- 2007 - Reginald H. Fuller, presbitero, biblista e teologo britannico (n. 1915)
- 2007 - Karen Spärck Jones, informatica inglese (n. 1935)
- 2008 - Francesco Bova, politico italiano (n. 1920)
- 2008 - Giovanni Nuvoletti, scrittore, attore e personaggio televisivo italiano (n. 1912)
- 2008 - Wu Xueqian, diplomatico e politico cinese (n. 1921)
- 2009 - Mario D'Agata, pugile italiano (n. 1926)
- 2009 - Adriano Emperado, artista marziale statunitense (n. 1926)
- 2009 - Jody McCrea, attore statunitense (n. 1934)
- 2009 - Brima Sesay, calciatore sierraleonese (n. 1981)
- 2009 - Marvin Webster, cestista statunitense (n. 1952)
- 2010 - Riccardo Berti, giornalista italiano (n. 1946)
- 2010 - Santi Licheri, magistrato e personaggio televisivo italiano (n. 1918)
- 2010 - Vittorio Magni, ciclista su strada italiano (n. 1918)
- 2010 - Lori Martin, attrice statunitense (n. 1947)
- 2010 - Lelio Peirano, partigiano italiano (n. 1921)
- 2010 - Erich Zenger, presbitero e teologo tedesco (n. 1939)
- 2011 - John Adler, politico statunitense (n. 1959)
- 2011 - Baruch Blumberg, biochimico statunitense (n. 1925)
- 2011 - Scott Columbus, batterista statunitense (n. 1956)
- 2011 - Juliano Mer-Khamis, attore, attivista e regista palestinese (n. 1958)
- 2011 - Witta Pohl, attrice tedesca (n. 1937)
- 2011 - Wayne Robson, attore canadese (n. 1946)
- 2011 - Juan Tuñas, calciatore cubano (n. 1917)
- 2011 - Boško Vuksanović, pallanuotista jugoslavo (n. 1928)
- 2012 - Franco Andrei, attore italiano (n. 1925)
- 2012 - Juan Alberto Barea, cestista argentino (n. 1931)
- 2012 - Salvatore Montalto, mafioso italiano (n. 1936)
- 2012 - Luciano Montero Rechou, ciclista su strada spagnolo (n. 1930)
- 2012 - Dubravko Pavličić, calciatore croato (n. 1967)
- 2012 - Enrico Radio, allenatore di calcio, dirigente sportivo e calciatore italiano (n. 1920)
- 2013 - Sebastiano Caracciolo, scrittore e saggista italiano (n. 1922)
- 2013 - Roger Ebert, critico cinematografico statunitense (n. 1942)
- 2013 - Josef Fleischlinger, cestista, allenatore di pallacanestro e arbitro di pallacanestro cecoslovacco (n. 1911)
- 2013 - Carmine Infantino, fumettista statunitense (n. 1925)
- 2013 - Stephen Macknowski, canoista statunitense (n. 1922)
- 2013 - Noboru Yamaguchi, scrittore giapponese (n. 1972)
- 2014 - José Aguilar, pugile cubano (n. 1958)
- 2014 - İsmet Atlı, lottatore turco (n. 1931)
- 2014 - Germano Beringheli, critico d'arte italiano (n. 1927)
- 2014 - Enrico Fontanelli, tastierista, compositore e produttore discografico italiano (n. 1977)
- 2014 - Kumba Ialá, politico guineense (n. 1953)
- 2014 - Finn Lynge, politico e presbitero groenlandese (n. 1933)
- 2014 - Anja Niedringhaus, fotoreporter tedesca (n. 1965)
- 2014 - Curtis Bill Pepper, giornalista e scrittore statunitense (n. 1917)
- 2015 - Ramón Barreto, arbitro di calcio uruguaiano (n. 1939)
- 2015 - Elmer Lach, hockeista su ghiaccio canadese (n. 1918)
- 2015 - Gustavo Minervini, giurista e politico italiano (n. 1923)
- 2015 - Klaus Rifbjerg, scrittore e sceneggiatore danese (n. 1931)
- 2016 - Marino Bigaroni, saggista italiano (n. 1919)
- 2016 - Archie Dees, cestista statunitense (n. 1936)
- 2016 - Georgi Hristakiev, calciatore bulgaro (n. 1944)
- 2016 - Chus Lampreave, attrice spagnola (n. 1930)
- 2016 - Abe Segal, tennista sudafricano (n. 1930)
- 2016 - Ken Waterhouse, calciatore inglese (n. 1930)
- 2017 - Giuseppe Campolieti, scrittore, giornalista e biografo italiano (n. 1933)
- 2017 - Livio Martinelli, calciatore italiano (n. 1923)
- 2017 - George Mostow, matematico statunitense (n. 1923)
- 2017 - Giovanni Sartori, politologo e sociologo italiano (n. 1924)
- 2017 - Frank Schepke, canottiere tedesco (n. 1935)
- 2017 - Karl Stotz, calciatore e allenatore di calcio austriaco (n. 1927)
- 2018 - Don Cherry, cantante e golfista statunitense (n. 1924)
- 2018 - Ignazio Pietro VIII Abdel-Ahad, patriarca cattolico siriano (n. 1930)
- 2018 - Soon-tek Oh, attore sudcoreano (n. 1932)
- 2018 - Irma Rapuzzi, politica francese (n. 1910)
- 2018 - Johnny Valiant, wrestler statunitense (n. 1946)
- 2018 - Ray Wilkins, calciatore e allenatore di calcio britannico (n. 1956)
- 2019 - Cesare Cadeo, giornalista, conduttore televisivo e politico italiano (n. 1946)
- 2019 - Paolo Cuccu, politico italiano (n. 1943)
- 2019 - Georgij Nikolaevič Danelija, attore, regista e sceneggiatore sovietico (n. 1930)
- 2019 - Roberta Haynes, attrice statunitense (n. 1927)
- 2019 - Thompson Mann, nuotatore statunitense (n. 1942)
- 2019 - Ivan Mrázek, cestista e allenatore di pallacanestro cecoslovacco (n. 1926)
- 2019 - Alessandro Pizzorno, sociologo e filosofo italiano (n. 1924)
- 2019 - Gianfelice Schiavone, calciatore italiano (n. 1935)
- 2019 - Whitey Skoog, cestista e allenatore di pallacanestro statunitense (n. 1926)
- 2019 - Josip Zovko, attore croato (n. 1970)
- 2020 - Luis Eduardo Aute, cantante, musicista e regista spagnolo (n. 1943)
- 2020 - Jay Benedict, attore e doppiatore statunitense (n. 1951)
- 2020 - Timmy Brown, attore e giocatore di football americano statunitense (n. 1937)
- 2020 - Rafael Leonardo Callejas, politico honduregno (n. 1943)
- 2020 - Silvano Carroli, baritono italiano (n. 1939)
- 2020 - Forrest Compton, attore statunitense (n. 1925)
- 2020 - Tom Dempsey, giocatore di football americano statunitense (n. 1947)
- 2020 - Giovanna Fiorenzi, scultrice e ceramista italiana (n. 1930)
- 2020 - Carlo Leva, scenografo e costumista italiano (n. 1930)
- 2020 - Marcel Moreau, scrittore belga (n. 1933)
- 2020 - Rao Pingru, fumettista cinese (n. 1922)
- 2020 - Antonio Stefanizzi, gesuita, fisico e conduttore radiofonico italiano (n. 1917)
- 2020 - Founéké Sy, calciatore maliano (n. 1986)
- 2020 - Ivan Vakarčuk, fisico e politico ucraino (n. 1947)
- 2020 - Ezio Vendrame, calciatore, allenatore di calcio e scrittore italiano (n. 1947)
- 2021 - Jens-Peter Bonde, politico danese (n. 1948)
- 2021 - Paolo Filippi, politico italiano (n. 1962)
- 2021 - Cheryl Gillan, politica britannica (n. 1952)
- 2021 - Victoria Vladimirovna Kovalčuk, illustratrice ucraina (n. 1954)
- 2021 - Zygmunt Malanowicz, attore polacco (n. 1938)
- 2021 - Robert Mundell, economista canadese (n. 1932)
- 2021 - Shashikala, attrice indiana (n. 1932)
- 2021 - Roland Thöni, sciatore alpino italiano (n. 1951)
- 2022 - John McNally, pugile nordirlandese (n. 1932)
- 2022 - Norio Niikawa, medico e genetista giapponese (n. 1942)
- 2022 - Petar Skansi, cestista e allenatore di pallacanestro jugoslavo (n. 1943)
- 2023 - Rinaldo Amorim, calciatore brasiliano (n. 1941)
- 2023 - Franco Carpanelli, architetto italiano (n. 1923)
- 2023 - Renato Costa, calciatore brasiliano (n. 1948)
- 2023 - Andrés García, attore messicano (n. 1941)
- 2023 - Birger Jensen, calciatore danese (n. 1951)
- 2024 - Thomas John Gumbleton, vescovo cattolico statunitense (n. 1930)
- 2024 - Barış Küce, cestista turco (n. 1946)
- 2024 - Ivana Ramella, annunciatrice televisiva e conduttrice televisiva italiana (n. 1942)
- 2024 - Lynne Reid Banks, scrittrice britannica (n. 1929)
- 2025 - Manoj Kumar, attore e regista indiano (n. 1937)
- 2025 - Ricardo Lapetra, calciatore spagnolo (n. 1936)
- 2025 - Friðrik Ólafsson, scacchista islandese (n. 1935)
- 2025 - Bernard Ringeissen, pianista francese (n. 1934)
- 2025 - Roberto Romei, calciatore italiano (n. 1957)